# Ekkehard Schumann
Ekkehard Schumann (* 28. Dezember 1931 in Leipzig; † 23. Juli 2024 in Regensburg) war ein deutscher Jurist, Hochschullehrer und bayerischer Politiker.

## Leben
Ekkehard Schumann war der Sohn des Landgerichtsdirektors Hermann Schumann und dessen Ehefrau Marianne. 1950 legte er an der humanistischen Thomasschule zu Leipzig das Abitur ab. Seit 1949 war er Mitglied einer Widerstandsgruppe der Jungen Gemeinde der Evangelischen Kirche. Aufgrund dieser Tätigkeit wurde er 1951 verhaftet. Nach seiner Freilassung aus dem Zuchthaus Zwickau floh er im Jahre 1952 nach West-Berlin.

## Akademischer Werdegang
Nach dem Abitur nahm Ekkehard Schumann das Studium der Philosophie und der Rechtswissenschaft an der Freien Universität Berlin auf. Die Studien setzte er an der Universität Zürich und der Ludwig-Maximilians-Universität München fort. 1957 folgten Auslandsstudien in London und in Ann Arbor (Michigan, USA). Die Erste juristische Staatsprüfung legte er 1957 in München ab und 1961 die Zweite juristische Staatsprüfung am selben Ort. 
Seit 1958 war Ekkehard Schumann Assistent an der Ludwig-Maximilians-Universität München. Dort erfolgte 1961 die Promotion zum Dr. jur. bei Rudolf Pohle. 1967 folgte die Habilitation. Er erhielt die venia legendi (Lehrbefähigung) für Bürgerliches Recht, Zivilprozeßrecht und Rechtsphilosophie. 
Von 1967 bis 2000 lehrte Schumann als ordentlicher Professor an der Universität Regensburg (Lehrstuhl für Prozeßrecht und Bürgerliches Recht). 1969/1970 war er Dekan der Rechts- und Wirtschaftswissenschaftlichen Fakultät, anschließend Prodekan. Ekkehard Schumann lehnte Rufe an die Universitäten Hamburg und Augsburg ab und blieb an der Juristischen Fakultät der Universität Regensburg bis zur Emeritierung. Schumann hielt weiterhin regelmäßig Seminare ab und las das Repetitorium zum Zivilprozessrecht.
Schumann starb am 23. Juli 2024 im Alter von 92 Jahren in Regensburg.

## Schumann’sche Formel
Ekkehard Schumann entwickelte 1963 im Rahmen seiner Dissertation „Verfassungs- und Menschenrechtsbeschwerde gegen richterliche Entscheidungen“ die heute nach ihm benannte Schumann’sche Formel. Die Formel dient zur Abgrenzung der Prüfungskompetenz des Bundesverfassungsgerichts von jener der Fachgerichte im Rahmen der Begründetheit von Verfassungsbeschwerden gegen gerichtliche Entscheidungen. Die in der Schumann’schen Formel aufgestellten Kriterien kommen bis heute in der Praxis zur Anwendung.

## Politik
Von 1972 bis 1973 war Ekkehard Schumann Landesvorsitzender des Hochschulverbandes Bayern. 1974 wurde er Mitglied des Bayerischen Senats (Ausschuss für Kulturpolitik sowie Rechts- und Verfassungsausschuss). Seit 1980 war er Vorsitzender des Ausschusses für Kulturpolitik und von 1980 bis 1996 Mitglied des Präsidiums des Bayerischen Senats, zunächst als Schriftführer, von 1988 bis 1994 als II. Vizepräsident. 1994 wurde er I. Vizepräsident des Bayerischen Senats. Dieses Amt hatte er bis 1996 inne. 1999 wurde der Bayerische Senat aufgelöst. Von 1985 bis 1999 war er stellvertretender Vorsitzender des Medienrates der Bayerischen Landeszentrale für neue Medien.

## Ehrungen und Auszeichnungen
- 1981: Bayerischer Verdienstorden
- 1984: Bundesverdienstkreuz am Bande
- 1985: Bayerische Verfassungsmedaille des Landtags in Silber
- 1988: Bundesverdienstkreuz I. Klasse
- 1989: Bayerische Verfassungsmedaille des Landtags in Gold
- 1990: Medaille der Staatsregierung für besondere Verdienste um Bayern in einem vereinten Europa
- 1996: Juristischer Ehrendoktor der Universität Athen
- 2001: Festschrift für Ekkehard Schumann zum 70. Geburtstag. Herausgegeben von Peter Gottwald und Herbert Roth. Mohr Siebeck, Tübingen 2001, ISBN 3-16-147601-8.

## Schriften
- Verfassungs- und Menschenrechtsbeschwerde gegen richterliche Entscheidungen. Schriften zum Öffentlichen Recht, Band 11. Duncker & Humblot, Berlin 1963.
- Stein, Jonas: Kommentar zur Zivilprozeßordnung. Mohr Siebeck.
- Die materiellrechtsfreundliche Auslegung des Prozeßgesetzes. In: Uwe Diederichsen, Claus-Wilhelm Canaris (Hrsg.): Festschrift für Karl Larenz zum 80. Geburtstag. Beck, München 1983, S. 571–604.
- Die überörtliche Anwaltssozietät. Freizügigkeit und Lokalisierung der deutschen Rechtsanwaltschaft. Oldenbourg, München, Wien 1990.
- Menschenrechtskonvention und Zivilprozeß. In: Peter Gottwald, Hanns Prütting (Hrsg.): Festschrift für Karl-Heinz Schwab zum 70. Geburtstag. Beck, München 1990, S. 449–463.
- Verfassungsbeschwerden zum Bundesverfassungsgericht gegen Entscheidungen des Bayerischen Verfassungsgerichtshofs. Zugleich ein Beitrag über die Mitwirkung des Bayerischen Senats in verfassungsgerichtlichen Verfahren. In: Verfassung als Verantwortung und Verpflichtung. Festschrift zum 50-jährigen Bestehen des Bayerischen Verfassungsgerichtshofs. Hrsg. vom Bayerischen Verfassungsgerichtshof. Boorberg, Stuttgart, München, Hannover, Berlin, Weimar, Dresden, S. 201–227.
- Erledigungserklärung und Klagerücknahme nach Erledigung der Hauptsache. Immerwährende Reformgegenstände des ZPO-Gesetzgebers. In: Reinhard Greger, Irmgard Gleussner, Jörn Heinemann (Hrsg.): Festgabe für Max Vollkommer zum 75. Geburtstag. Schmidt, Köln 2006, S. 155–198.